# Клейноди Священної Римської імперії

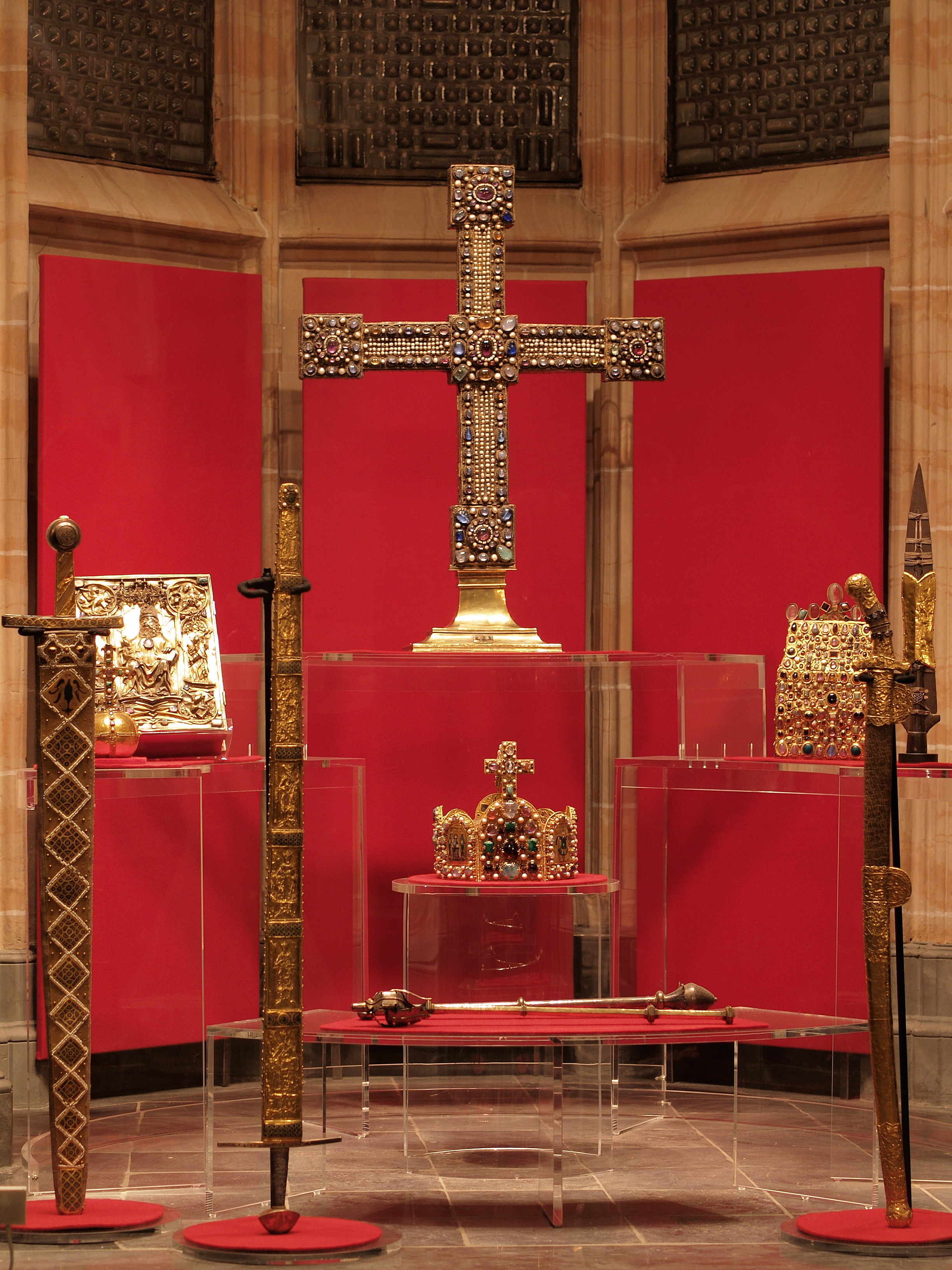
Репліки клейнодів в Аахені

Клейноди Священної Римської імперії (Імперські інсигнії) (нім. Reichskleinodien,  Reichsinsignien, Reichsschatz) — коронаційні інсигнії королів та імператорів Священної Римської імперії. До них належать Імперська корона, Святий імператорський спис, Імперський хрест, Імперський меч, Імперське яблоко, що зараз зберігаються у Імператорській скарбниці віденського Гофбургу.

## Перелік клейнодів
Імператорські клейноди складаються з двох основних частин. Найдавнішої Аахенської збірки (нім. Aachener Klenodien), яка зберігалась до 1794 в Аахені, де коронували німецьких королів. Більш чисельною є Нюрнберзька збірка (нім. Nürnberger Kleinodien), що частково були виготовлені та зберігалась там у 1424-1796 роках.
|    |                                                                    | |                                     |
| №  | Клейноди Аахенські                                                 | Клейноди Нюрнберзькі                                                                                     | Можливе місце виготовлення          |
| 1  | Коронаційний Євангелістарій Reichsevangeliar or Krönungsevangeliar | | Аахен, кінець VIII ст.              |
| 2  | Релікварій св. Стефана Stephansbursa                               | | каролінгська, 1-ша третина IX ст.   |
| 3  | Шабля Карла Великого Säbel Karls des Großen                        | | східноєвропейська, 2-га пол. IX ст. |
| 4  |                                                                    | Імперська корона Reichskrone                                                                             | західнонімецька, 2-га пол. Х ст.    |
| 5  |                                                                    | Імперський хрест                                                                                         | західнонімецький, 1024/1025         |
| 6  |                                                                    | Спис Лонгіна Heilige Lanze                                                                               | лангобардське, VIII/ІХ ст.          |
| 7  |                                                                    | Частки Животворного Хреста Kreuzpartikel                                                                 |                                     |
| 8  |                                                                    | Імперський меч Reichsschwert                                                                             | Німеччина, 2-га третина XI ст.      |
| 9  |                                                                    | Імперське яблуко                                                                                         | західнонімецьке, кінець XII ст.     |
| 10 |                                                                    | Коронаційний плащ Krönungsmantel                                                                         | Палермо, 1133/1134                  |
| 11 |                                                                    | Альба Alba                                                                                               | Палермо, 1181                       |
| 12 |                                                                    | Далматіка Dalmatica                                                                                      | Палермо, 1140                       |
| 13 |                                                                    | Панчохи Strümpfe                                                                                         | Палермо, бл. 1170                   |
| 14 |                                                                    | Черевики Schuhe                                                                                          | Палермо, бл. 1130 чи бл. 1220       |
| 15 |                                                                    | Рукавиці Handschuhe                                                                                      | Палермо, 1220                       |
| 16 |                                                                    | Церемоніальний меч Zeremonienschwert                                                                     | Палермо, 1220                       |
| 17 |                                                                    | Стола Stola                                                                                              | центральноіталійське, до 1338       |
| 18 |                                                                    | Орлина далматіка Adlerdalmatica                                                                          | верхньонімецька, до 1350            |
| 19 |                                                                    | Скіпетр Zepter                                                                                           | Німеччина, 1-а половина XIV ст.     |
| 20 |                                                                    | Кропильниця Aspergill                                                                                    | Німеччина, 1-а половина XIV ст.     |
| 21 |                                                                    | Релікварій з ланками кайданів Reliquiar mit den Kettengliedern                                           | Рим чи Прага, бл. 1368              |
| 22 |                                                                    | Релікварій з фрагментами одягу Івана Богослова Reliquiar mit einem Gewandstück des Evangelisten Johannes | Рим чи Прага, бл. 1368              |
| 23 |                                                                    | Релікварій з фрагментами дерева з шопки Ісуса Христа Reliquiar mit einem Span der Krippe Christi         | Рим чи Прага, бл. 1368              |
| 24 |                                                                    | Релікварій з плечем Святої Анни Reliquiar mit dem Armbein der heiligen Anna                              | імовірно, Прага після 1350          |
| 25 |                                                                    | Релікварій з зубом Івана Хрестителя Reliquiar mit einem Zahn Johannes des Täufers                        | Богемія, після 1350                 |
| 26 |                                                                    | Футляр Імперської корони Futteral der Reichskrone                                                        | Прага після 1350                    |
| 27 |                                                                    | Релікварій з часткою столу Тайної вечері Tuchreliquien                                                   |                                     |

## Галерея

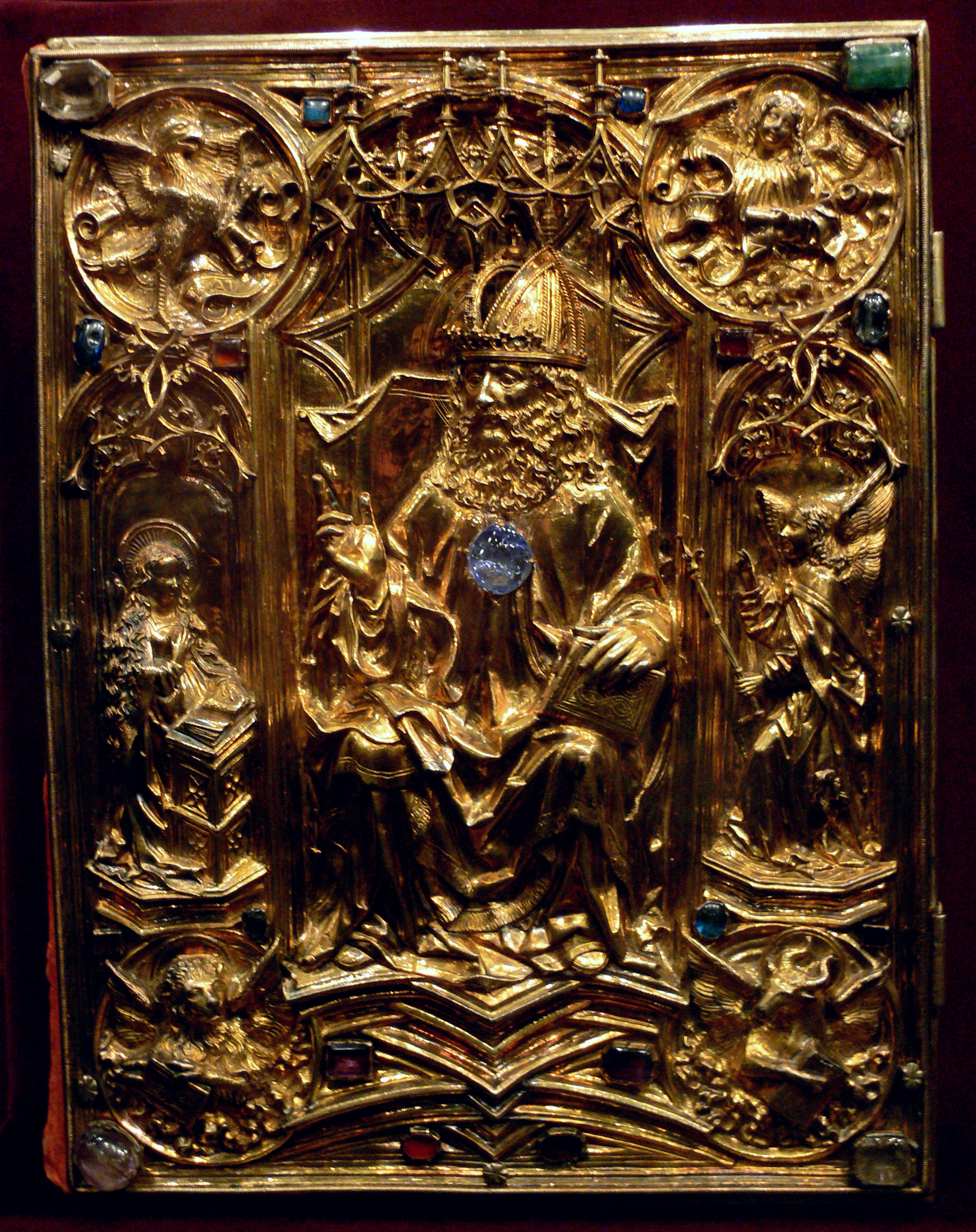
1. Коронаційний Євангелістарій
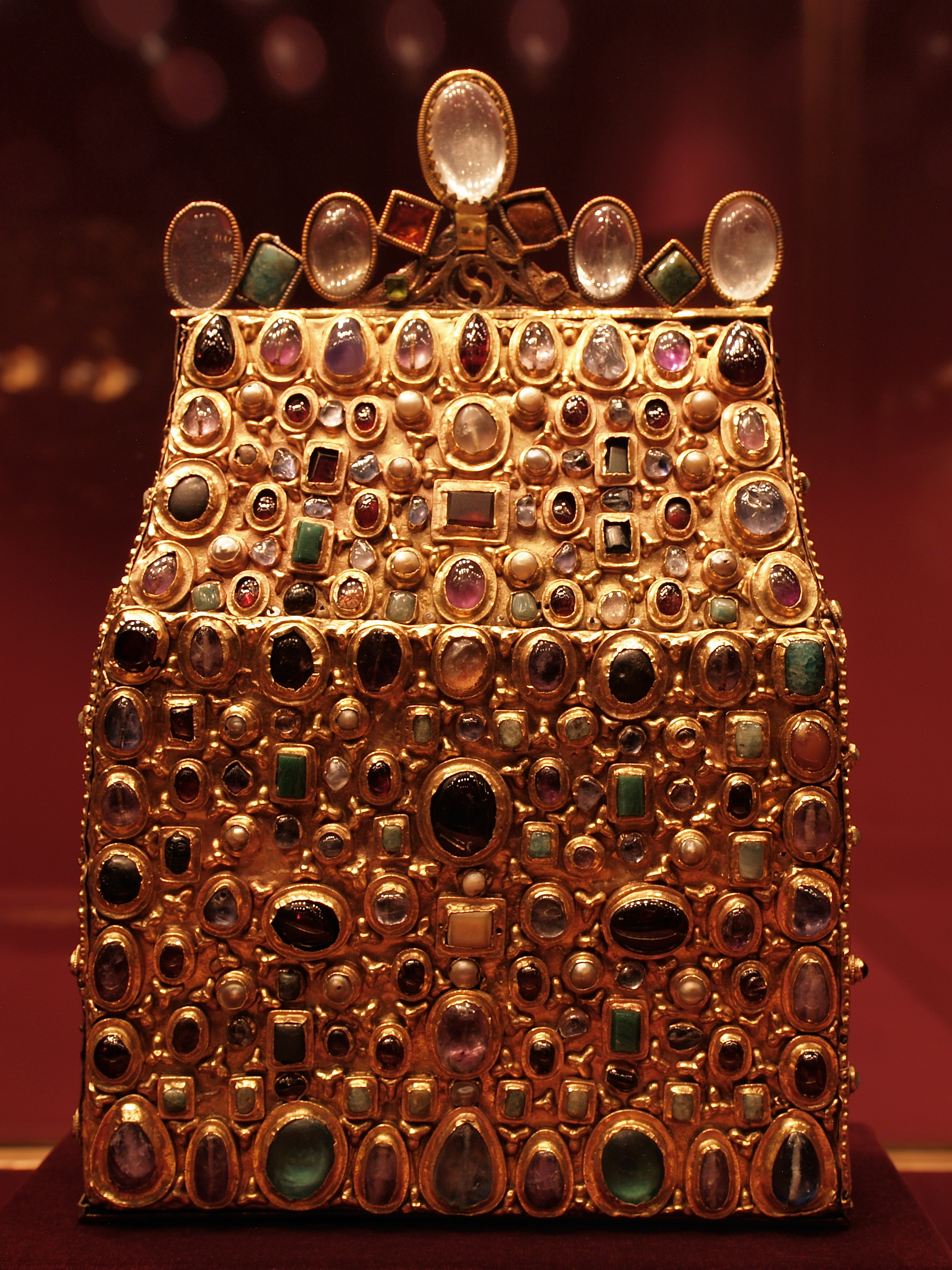
2. Релікварій Св. Стефана
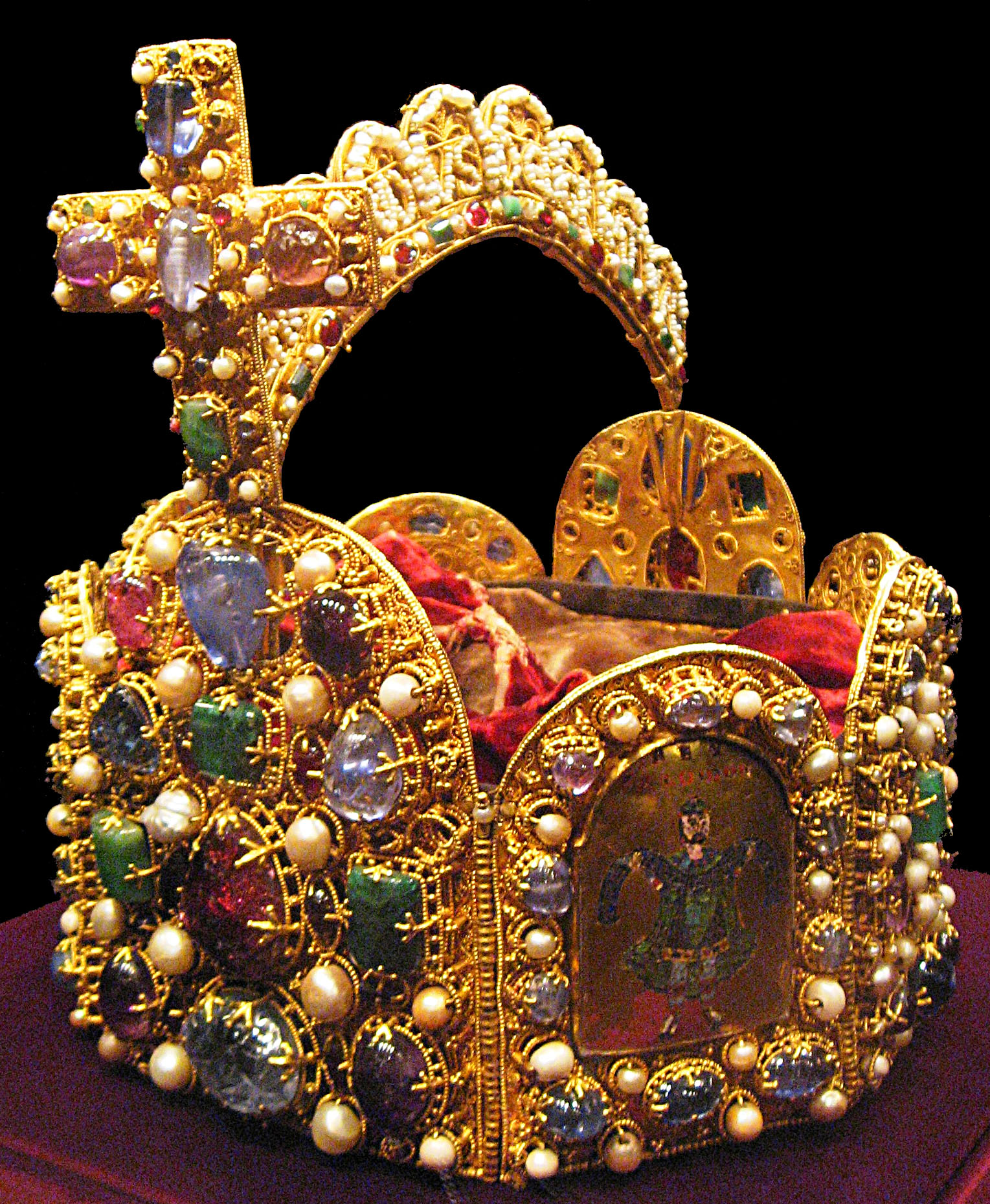
4. Імперська корона
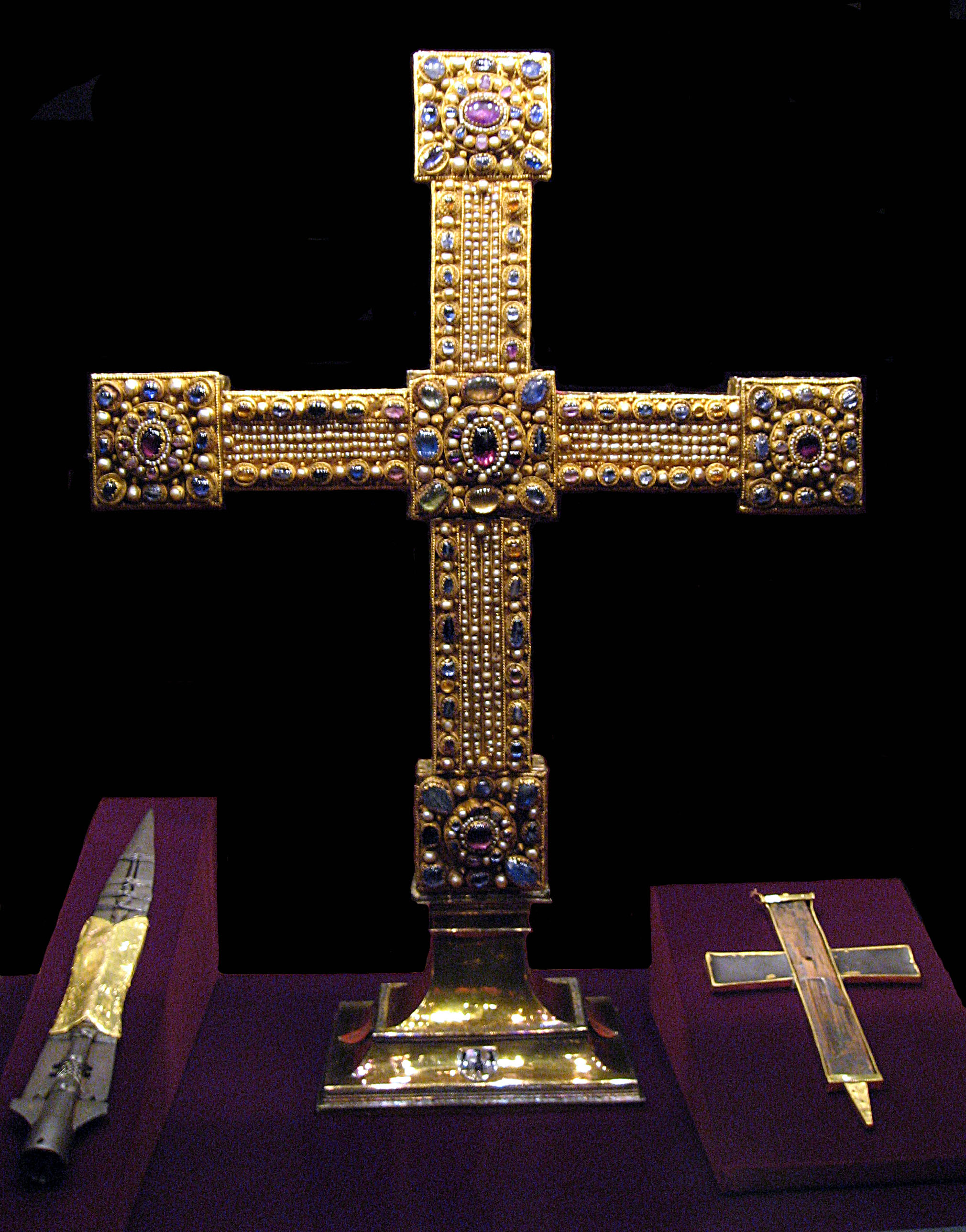
5. Імперський хрест
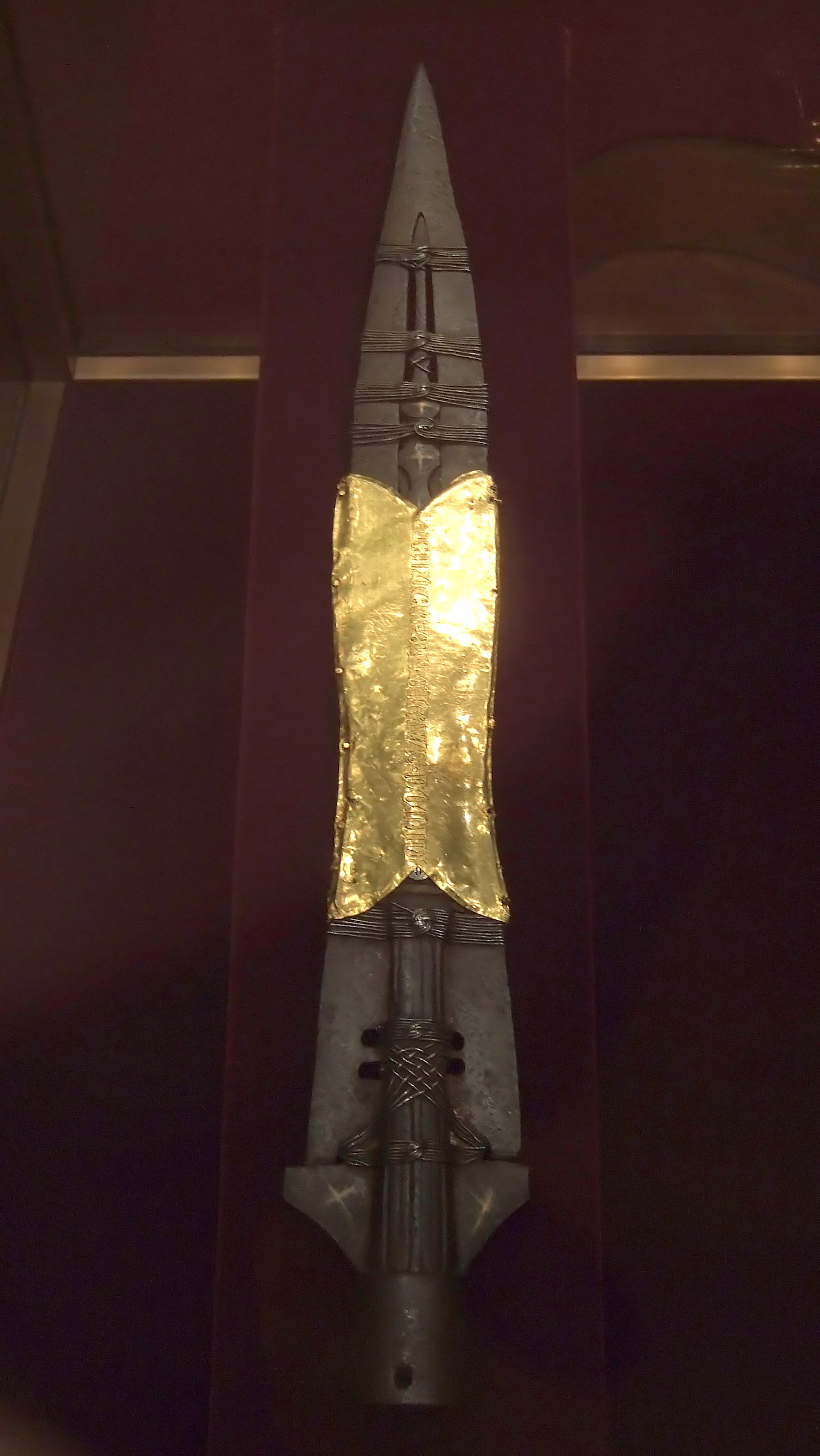
6. Спис Лонгіна
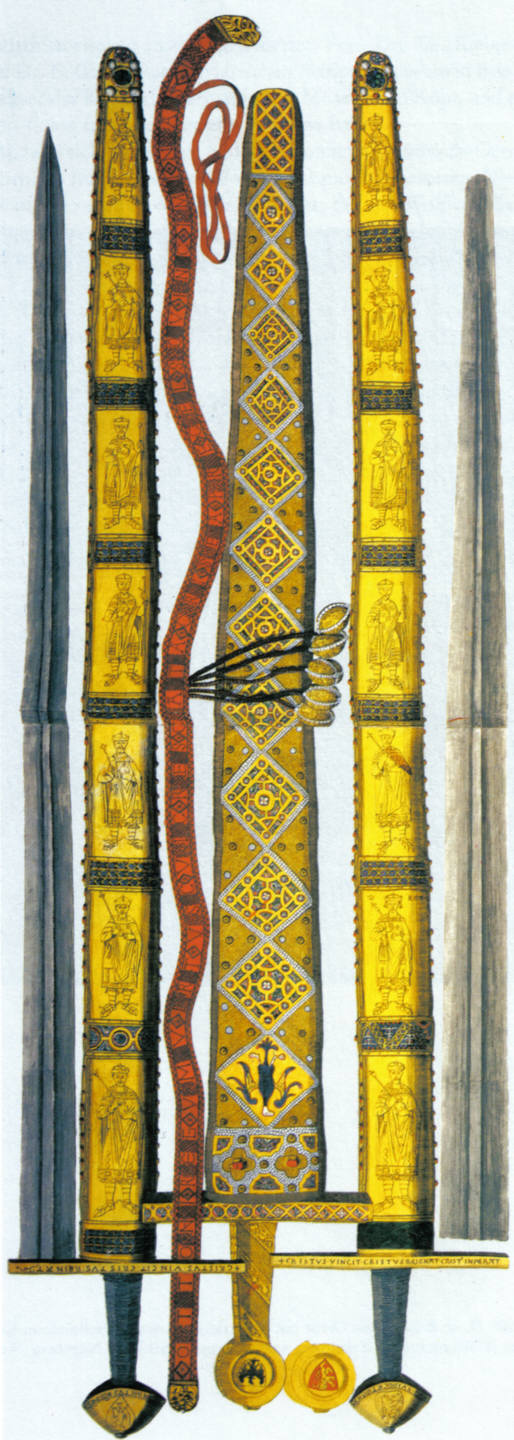
8. Імперський меч
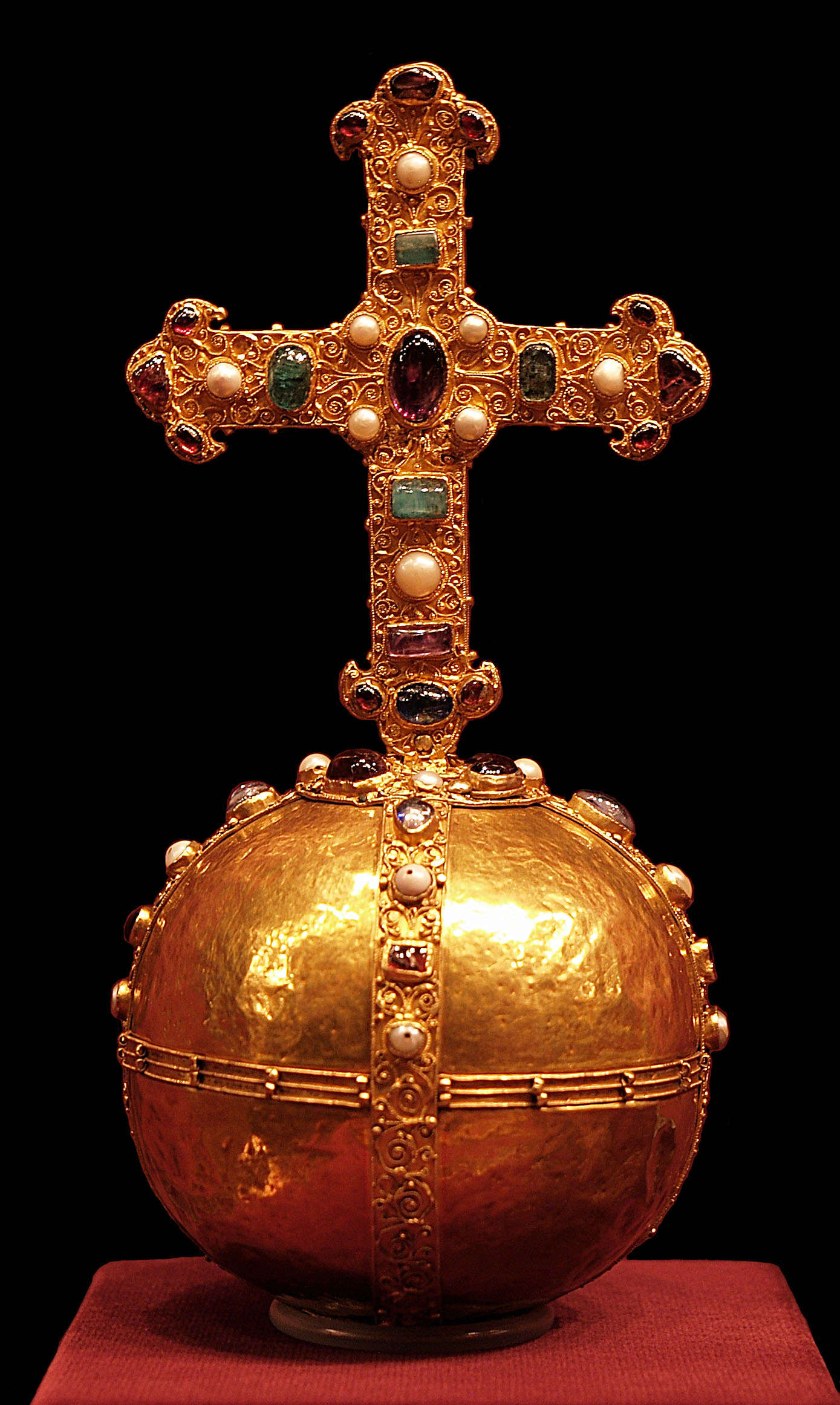
9. Імперське яблуко
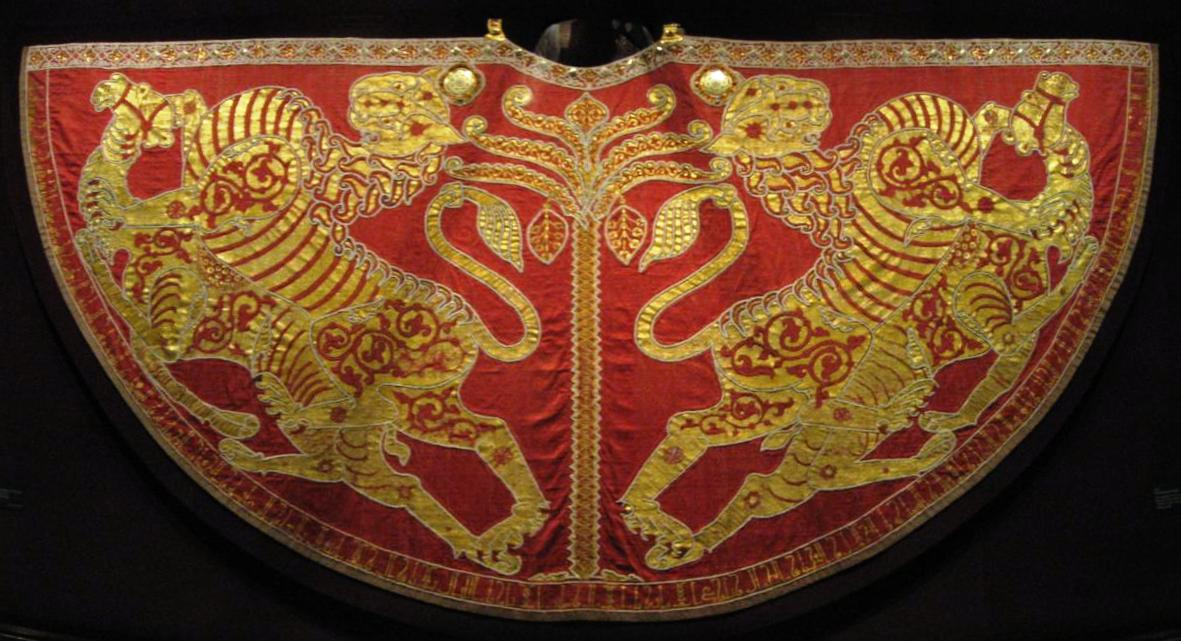
10. Коронаційний плащ
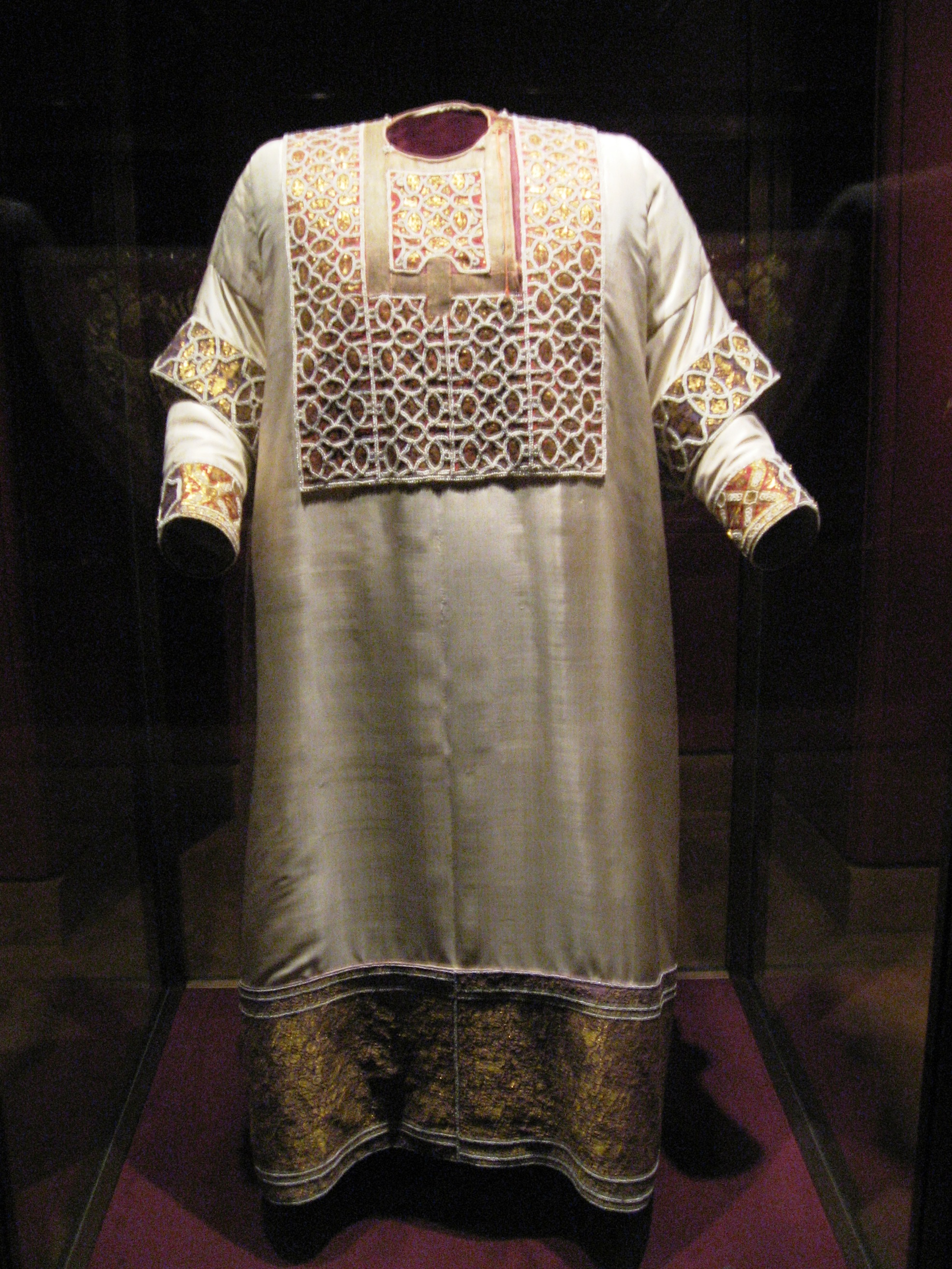
11. Альба
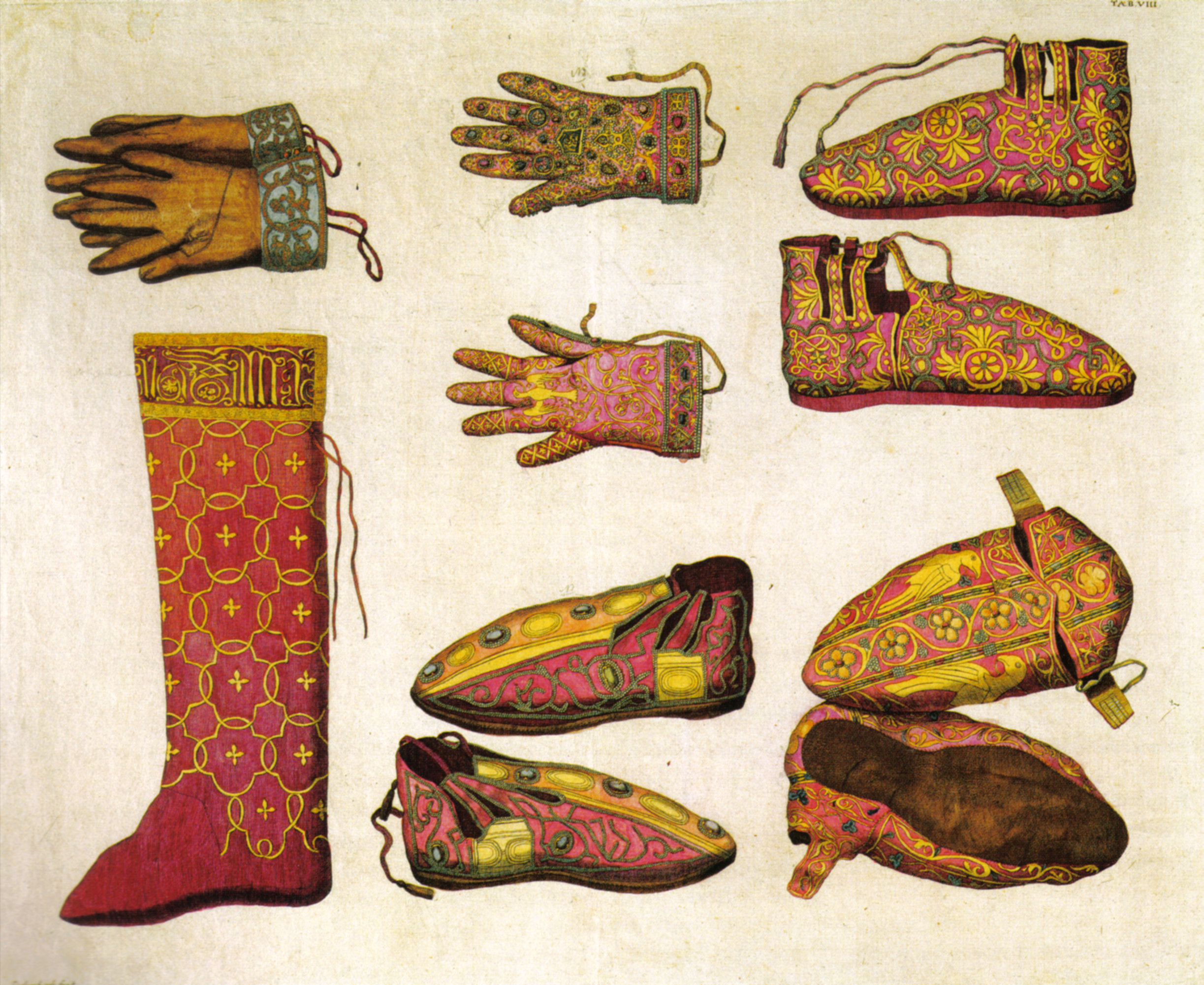
13, 14, 15 Коронаційні панчохи, взуття, рукавиці
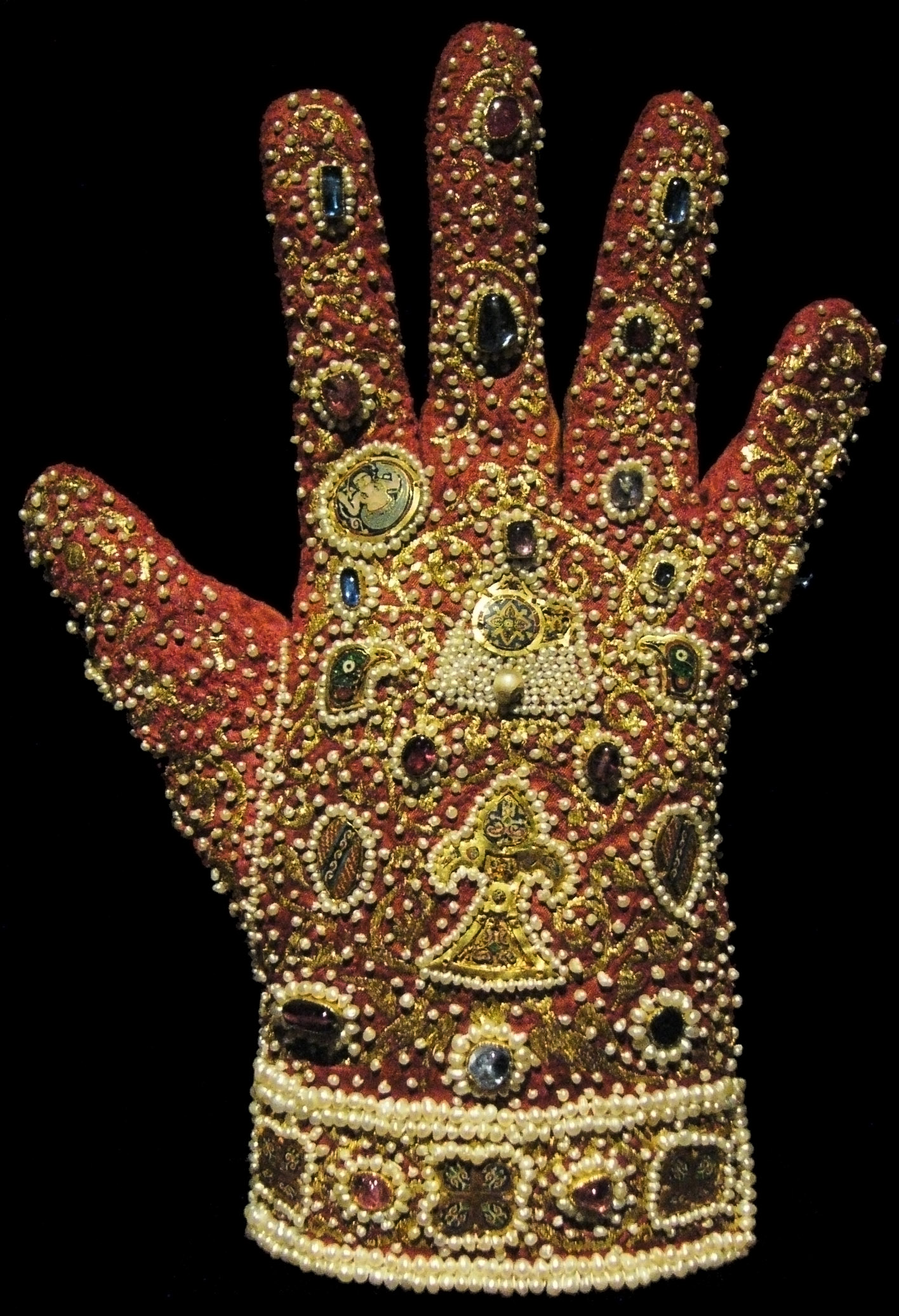
15. Рукавиця
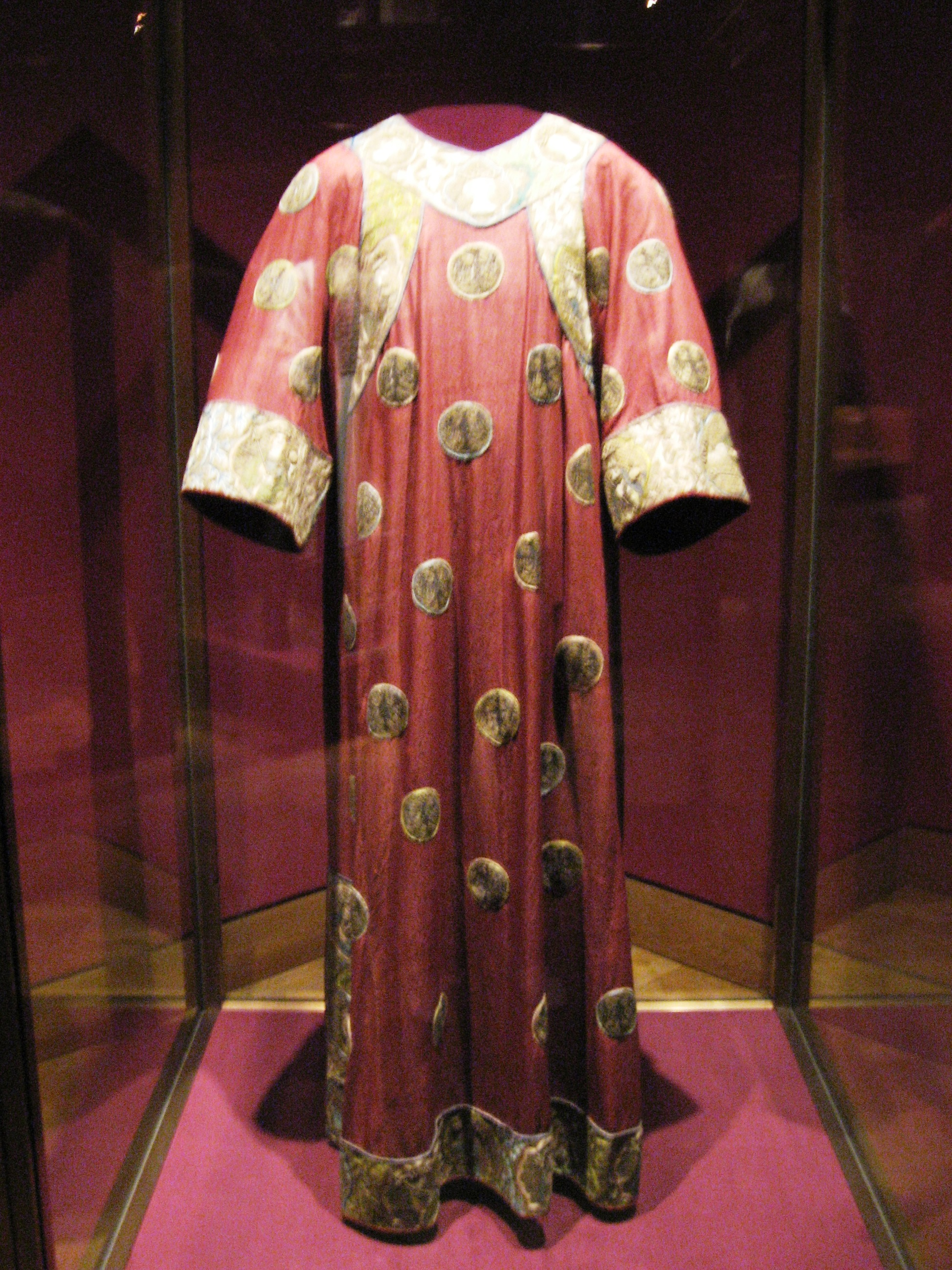
18. Орлина далматіка
19. Скіпетр
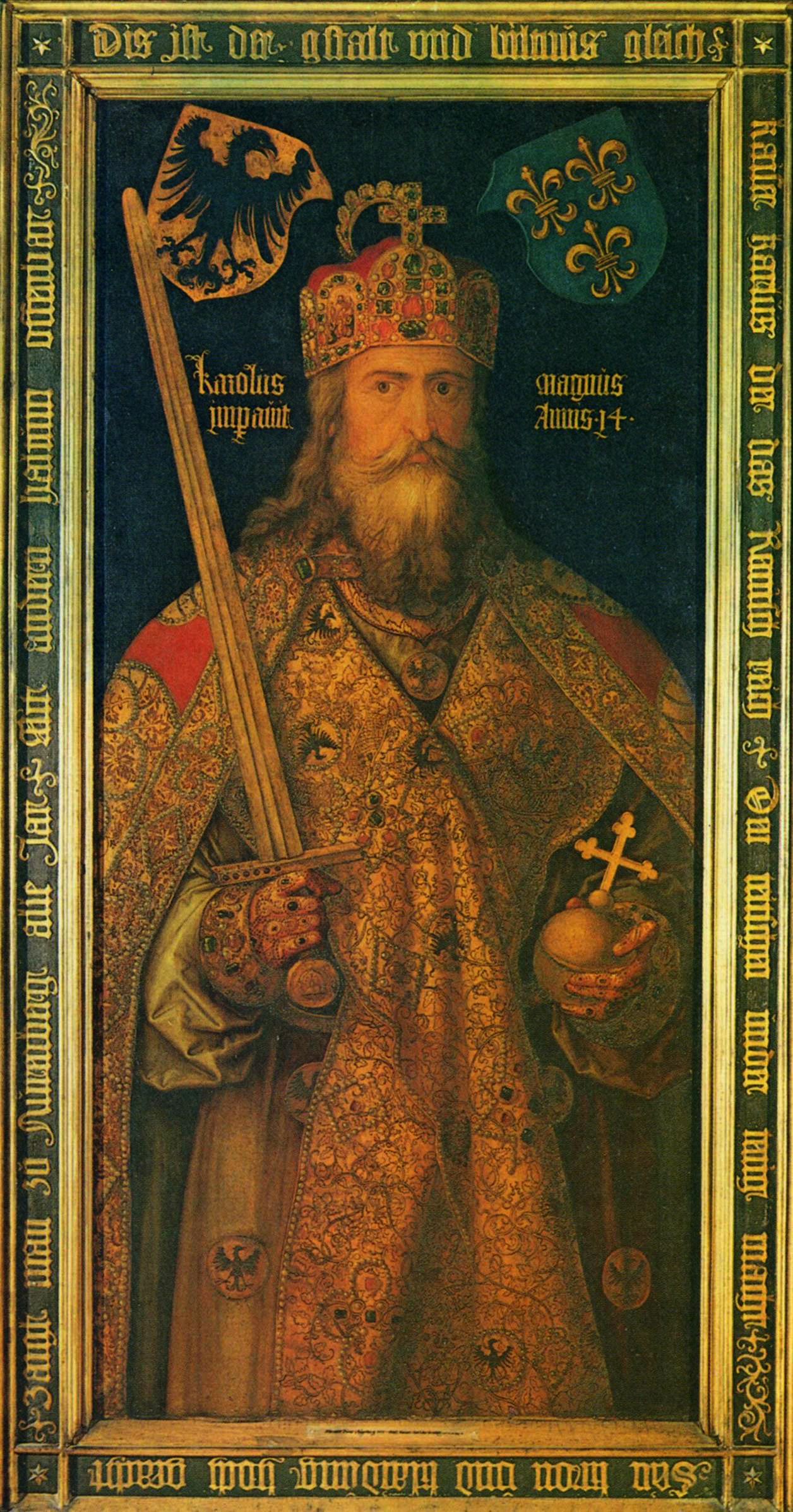
Сигізмунд І у коронаційних клейнодах. Худ. А. Дюрер
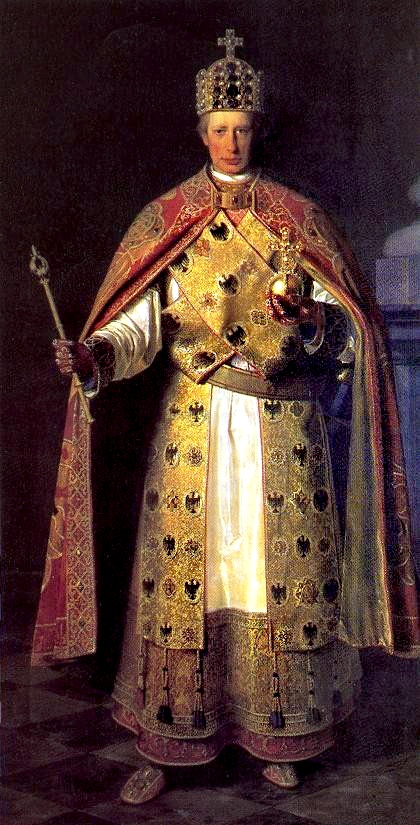
Останній імператор Франц II у коронаційних клейнодах. 1874

## Історія

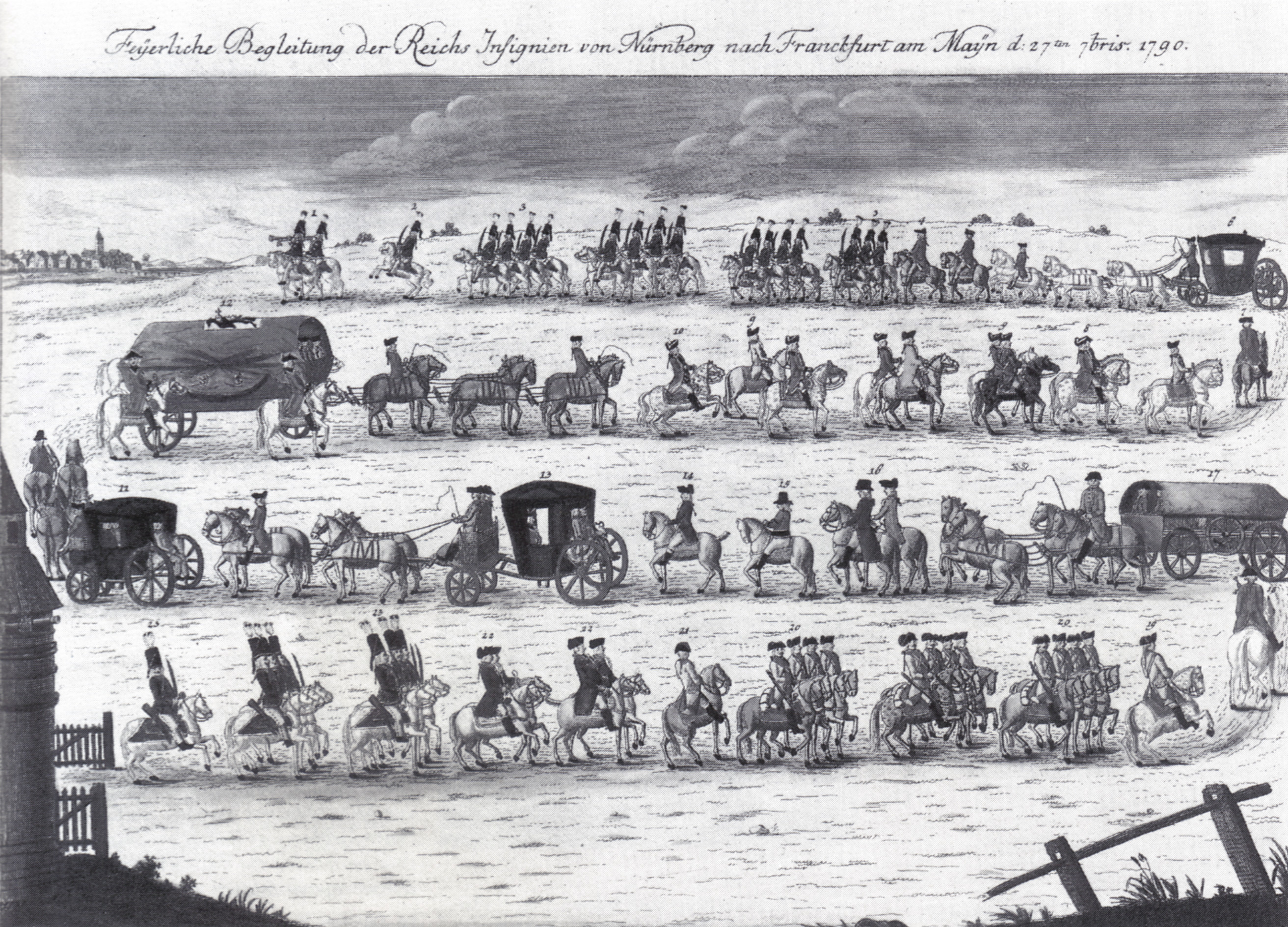
Перевезення клейнодів до Франкфурту на Майні. 1790

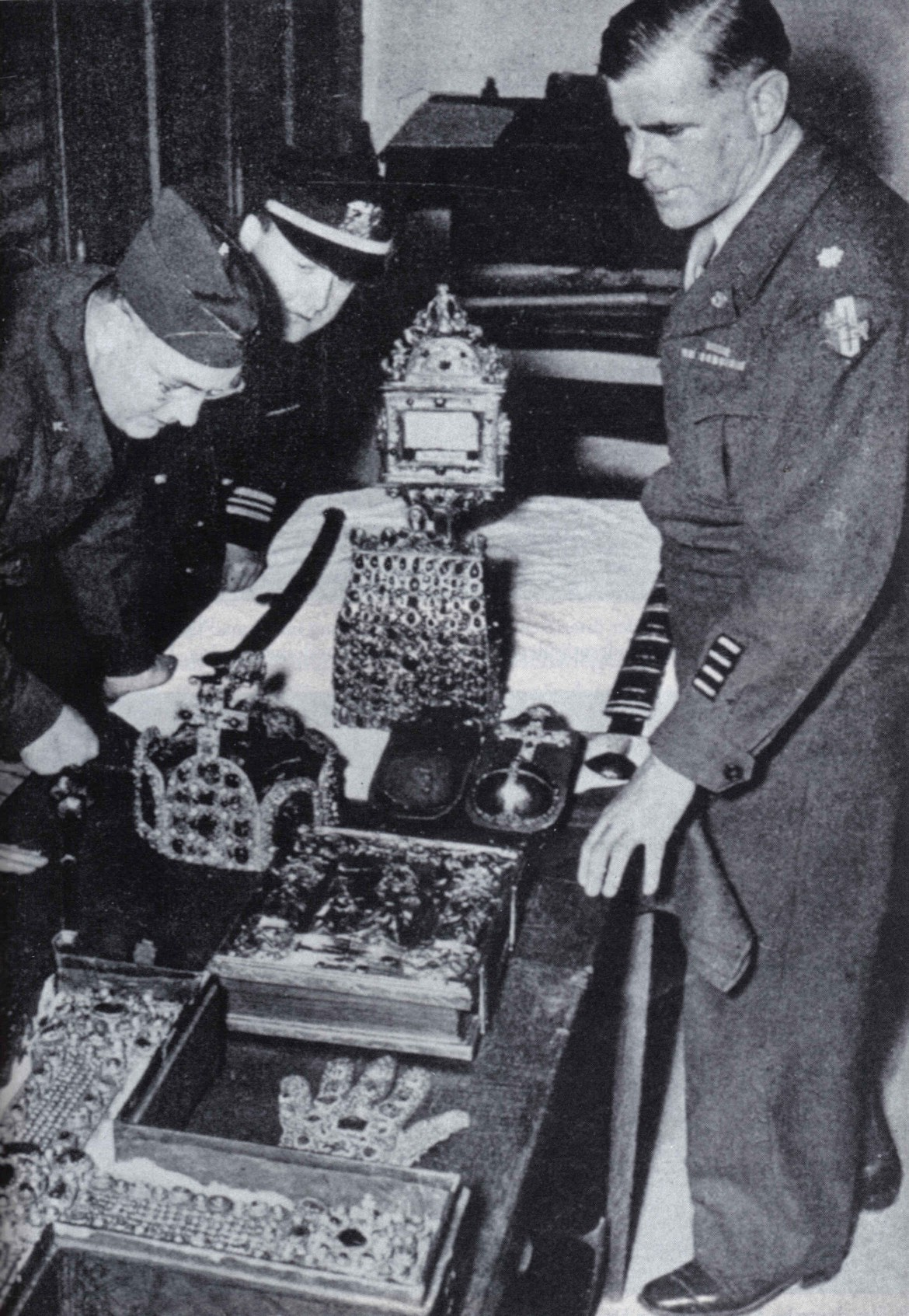
Передача клейнодів. 1946

Кількість імперських регалій з часом змінювалась і зараз важко визначити яка з них була виготовлена на замовлення якого монарха. Певні монархи їх поповнювали, чи замінювали старі елементи одягу новішими. Найданішим клейнодом вважають Спис Лонгіна, який, імовірно, першим використав Генріх I Птахолов (919-936). До шести клейнодів належать до найдавнішого періоду. Оскільки не було визначено офіційної столиці імперії, то клейноди перевозились по імперських містах переважно близьких правлячій династії.
Імператор Сигізмунд I Люксембург 29 вересня 1423 визначив Нюрнберг за місце зберігання клейнодів. 22 березня 1424 їх перевезли з Вишеграду (нім. Plintenburg) до шпиталю Св. Духа, де вони зберігались до 1796 року. Щороку на 14 день після Страсної п'ятниці їх урочистою ходою виносили для демонстрації (т.з. нім. Heiltumsweisung. Їх використовували для коронацій, що проходили у Нюрнбергу, з 1562 у Франкфурті-на-Майні. Французьке військо 1794 просунулось в напрямку Аахену, у липні 1796 перейшли Рейн, після чого 23 липня клейноди перевезли до Регенсбургу. 30 червня — 29 жовтня 1800 їх перевезли до Відня. Клейноди з Аахену перевезли до 1801.
Імператор Франц II зрікся 1806 корони Священної Римської імперії, яка була розпущена. Майже відразу магістрат Нюрнбергу почав намагатись повернути клейноди через королів Баварії. Схожим чином Аахен вимагав повернення через королів Пруссії.
За розпорядженням Гітлера клейноди перевезли 1938 до костелу Св. Катерини Нюрнбергу. З початком повітряних бомбардувань міста їх перенесли до спеціального історичного бункеру. Після завершення війни клейноди потрапили до рук американців, які повернули їх 1946 до Гофбургу.